# Pic de Porto Rico
Melanerpes portoricensis
Espèce
Statut de conservation UICN

 LC  : Préoccupation mineure
Le Pic de Porto Rico (Melanerpes portoricensis) est une espèce d'oiseaux de la famille des Picidae appartenant au genre Melanerpes. 
Espèce endémique et sédentaire de l'archipel de Porto Rico dans les Grandes Antilles, ce pic forestier de petite taille, au plumage coloré quasiment monomorphique (noir sur le dos et les ailes, rouge vif et blanc sur le ventre, chez les individus des deux sexes) vit principalement dans les zones de la forêt tropicale humide de l'île mais s'adapte également, sous la pression de l'urbanisation, à des milieux forestiers plus ouverts de l'île. Oiseau grégaire et peu territorial vivant en colonie, il niche dans des trous qu'il creuse grâce à son puissant bec droit dans le tronc des arbres morts (principalement des cocotiers). Les Pics de Porto Rico sont principalement insectivores, bien qu'ils se nourrissent également de petits vertébrés (lézards, grenouilles et geckos) et consomment des fruits saisonniers.
L'espèce n'est pas directement menacée selon l'UICN mais reste sensible en raison de son endémisme insulaire et de la pression anthropique sur son milieu naturel.

## Taxinomie

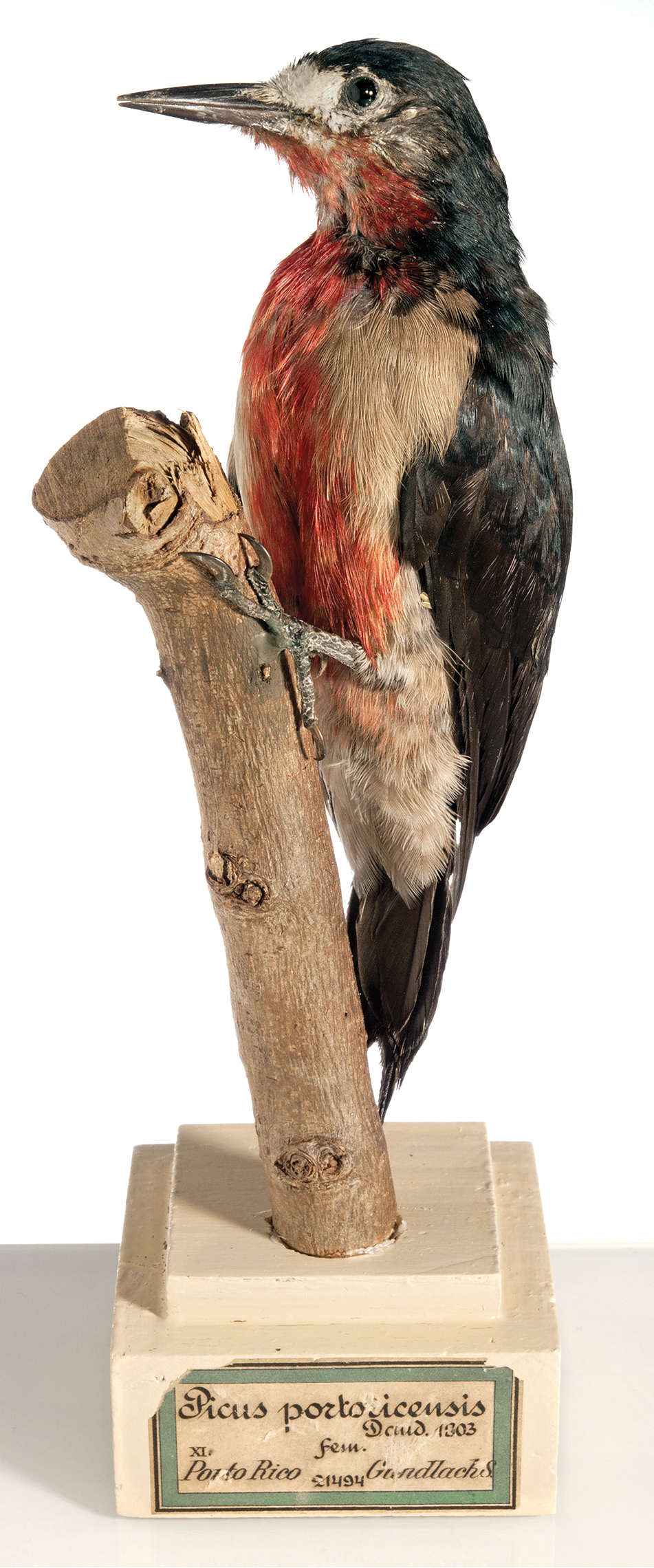
Spécimen collecté à Porto Rico en 1873.

Décrit en 1803 par le zoologiste français François Marie Daudin dans les Annales du Muséum d'histoire naturelle de Paris, le Pic de Porto Rico prend le nom scientifique de Melanerpes portoricensis en référence à sa présence décrite uniquement sur l'île de Porto Rico dans les Caraïbes. Le nom du genre Melanerpes vient du grec melas signifiant « noir » et herpēs signifiant « grimpeur ». Localement, il est appelé Carpintero de Puerto Rico en espagnol ou Puerto Rican Woodpecker en anglais.
Membre des vingt-quatre espèces qui composent le genre, il est possible qu'il ait évolué, durant le Pléistocène, à partir du Pic à tête rouge (Melanerpes erythrocephalus) présent exclusivement sur le continent nord-américain et que sa spéciation soit à l'origine du Pic de Guadeloupe sur l'île éponyme,. Cependant, la phylogénie du genre Melanerpes est celle qui est la moins connue parmi la famille des Picidae dont la divergence en trois sous-familles – Jynginae, Picumninae et Picinae (à laquelle appartient Melanerpes) – date d'il y a 30 à 20 millions d'années à l'Oligocène ou du Miocène inférieur.

## Répartition et habitat
Melanerpes portoricensis est un pic endémique de l'île de Porto Rico et présent de manière plus rare sur l'une de ses dépendances, l'île de Vieques située à 16 km à l'Est de l'île principale. Il est en revanche absent de l'autre dépendance, Culebra, mais était présent (au moins jusqu'au début du XXe siècle) à Saint-Thomas dans les îles Vierges des États-Unis où il n'a cependant plus été aperçu après 1927. Il constitue le seul membre de la famille des Picidae à vivre dans l'archipel de Porto Rico.

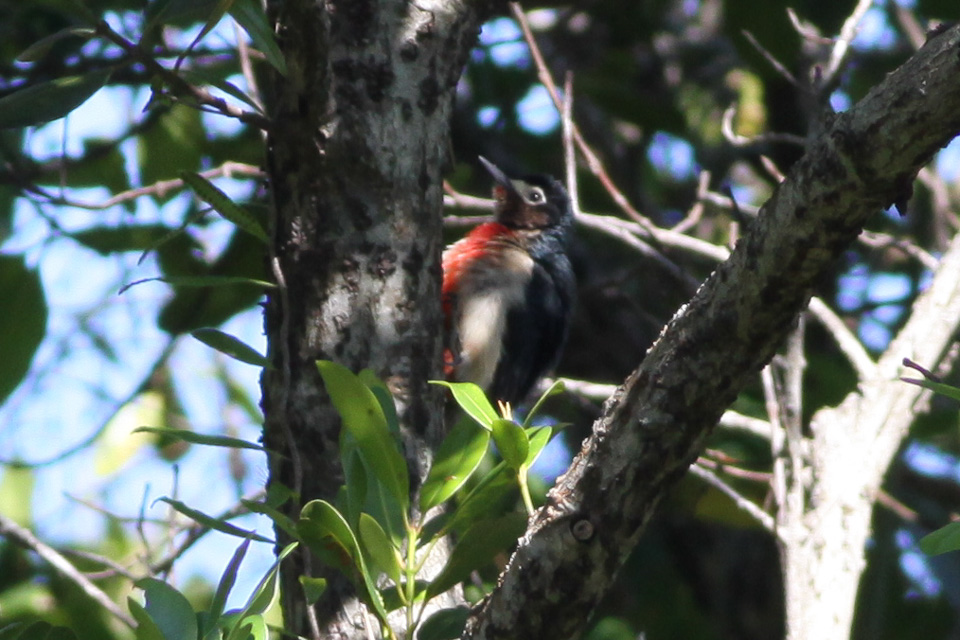
Pic de Porto Rico à Luquillo, au nord-est de l'île.

L'espèce est présente sur l'île principale depuis le niveau de la mer jusqu'à la limite supérieure des arbres, vers 1 000 m d'altitude. Il est réparti dans toutes les zones boisées de Porto Rico, et en particulier dans le parc d'El Yunque et la forêt sèche de Guánica où il est encore plus présent, avec une préférence toutefois pour les zones vallonnées et le premier étage montagneux. Espèce exclusivement sédentaire, son habitat de prédilection est celui des forêts tropicales humides mais il s'acclimate également dans les zones boisées cultivées (plantation de caféiers ou de palmiers qui constituent dans les zones déforestées les seules aires de refuge), les mangroves et marais, ainsi que les franges arborées des villes,,.

## Description
Le Pic de Porto Rico est une espèce de pics de petite taille, robustes, pesant de 45–72 g avec des mâles en moyenne 12 % plus lourds,. De couleur intégralement noir-bleuté sur le dos et les ailes (les pennes alaires et caudales sont en revanche noir profond), son ventre est rouge cardinal au centre, dans des tons rosés à blanc sur les flancs en se rapprochant des ailes, avec une croupe très blanche. Sa gorge est rouge et est parfois séparée de sa poitrine rouge par un collier noir plus ou moins large. Il présente un masque de plumes blanches autour des yeux aux iris brun-foncé et sur le lore au-dessus du bec,. Les pattes — dépourvues de plumes et constituées de quatre doigts en disposition zygodactile, — sont de couleur gris-vert à gris-bleu, puissantes, aux serres très développées.
Melanerpes portoricensis présente un dimorphisme sexuel léger au niveau du plumage (jusqu'à n'être pas aisément distinguable mais en général avec des couleurs plus vives chez les mâles) et plus marqué quant à la taille des individus – les mâles font 19,6 à 23 cm de longueur et les femelles 18,5 à 21,3 cm, avec également des ailes et des queues plus petites chez ces dernières – la longueur des ailes des mâles varie de 11,8 à 12,9 cm et de 10,8 à 11,9 cm pour les femelles. La différence est, comme souvent chez les pics, plus marquée au niveau de leurs becs entièrement noirs qui sont en moyenne 17 % plus long chez les mâles (mesurant de 2,7 à 2,9 cm pour les males et de 2,2 à 2,4 cm pour les femelles,) ; c'est le critère principal de reconnaissance du sexe des individus.

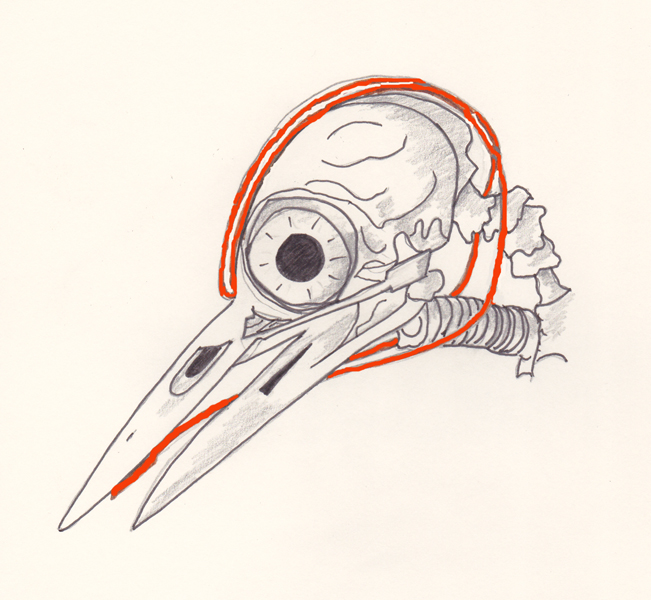
Crâne d'un Picinae, montrant (en rouge) l'élongation et les attaches de l'appareil hyoïdien, formant à son extrémité la langue de l'oiseau.

Comme pour tous les pics, espèces adaptées au perçage du bois, les narines sur le culmen possèdent de petites plumes pour protéger la respiration ainsi que des glandes à mucus pour piéger les poussières. Le muscle protracteur ptérygoïdien, très développé chez les pics, joue un rôle central dans l'adaptation à l'absorption des chocs en désolidarisant le bec (qui peut bouger de manière latérale) du crâne afin de minimiser la transmission de l'énergie cinétique au cerveau et aux yeux ; à cela s'ajoute un os ptérygoïde très spécifique chez les Picidae par rapport aux autres oiseaux. De plus, ils présentent un tissu spongieux spécifique entre les os du crâne (fortement ossifié, notamment au niveau du septum interorbital fortement développé) et le bec, avec un déplacement de l'attache de la grande corne de l'os hyoïde à l'os carré ainsi qu'un sternum et un bréchet renforcés. Pris ensemble, tous ces éléments maximisent la dissipation de l'énergie et l'amortissement des chocs pour l'oiseau lors des percussions. Enfin, la longue langue très spécifique des Picidae — entièrement cylindrique et mesurant environ deux fois la taille de son bec — est le résultat d'une évolution particulière de l'appareil hyoïdien avec deux parties : l'une osseuse à l'extrémité est munie de petits crochets, l'autre cartilagineuse s'allonge remarquablement sous l'action d'un muscle branchiomandibulaire (qui s'attache sur la branche de la mandibule) dédoublé — s'ancrant sur la partie antérieure à la base du culmen, entourant le crâne par l'arrière avec ses deux branches, descendant de chaque côté de la colonne vertébrale, de l'œsophage et du larynx — qui pousse les cornes hyoïdes et la langue hors du bec,.
Les oiseaux juvéniles sont similaires aux adultes, mais avec un plumage légèrement plus terne – notamment en raison d'un plus faible nombre de plumes et de parties de couleur rouge vif – et semblable à celui des femelles. L'espérance de vie des individus est supérieure à cinq ans avec des records observés à près de huit ans.

## Comportement

### Alimentation

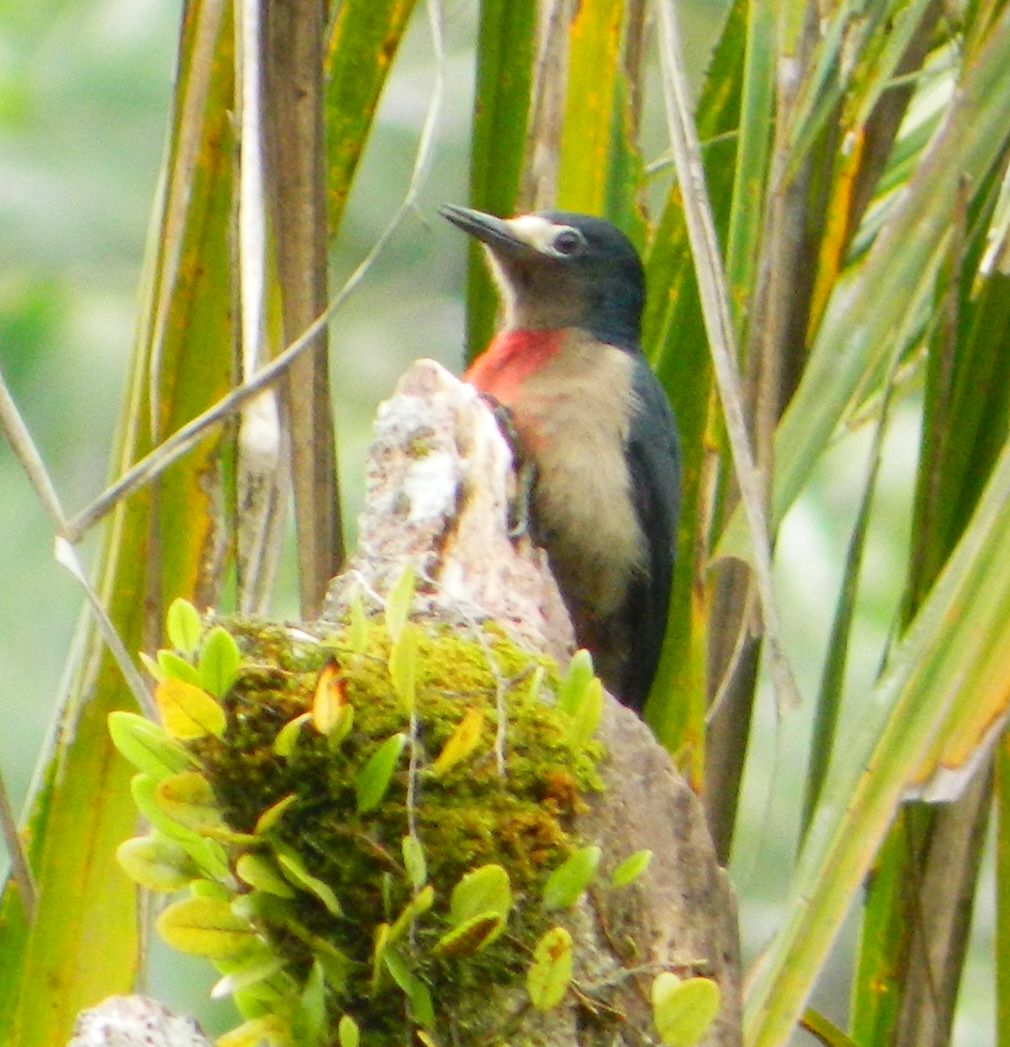
Un Pic de Porto Rico dans la forêt nationale d'El Yunque, à l'est de l'île.

Le Pic de Porto Rico est souvent observé cherchant sa nourriture en groupe composé d'une dizaine d'individus. C'est un oiseau omnivore qui se nourrit essentiellement d'invertébrés dont principalement des scarabées et des fourmis, mais aussi de petits lézards, de petites grenouilles – notamment du genre Eleutherodactylus dont Eleutherodactylus coqui endémique de l'île – et de geckos. Il apprécie également les graines et les fruits tels que les figues et les baies, végétaux qui constituent jusqu'à un tiers de son régime alimentaire. Il pratique la collecte de ses proies en groupe, les mâles perçant les troncs généralement vers leurs bases et sur les grosses branches, tandis que les femelles s'attachent à la partie allant du milieu de l'arbre vers la canopée tout en pratiquant significativement moins l'activité de percement et plus celle de glanage,. Comme cela a été rapporté par des études scientifiques réalisées sur un Pic de Guadeloupe en captivité – et qu'il est possible de transposer à celui de Porto Rico en raison de leur proximité phylogénétique –, la pointe de la longue langue de l'oiseau est munie de crochets cornés, orientés vers l'arrière, enduits de salive qui lui permettent d'agripper et d'extraire des insectes des trous profonds dans le bois et non de les « harponner »,.
L'apport en eau des oiseaux se fait par la consommation de seize espèces de fruits saisonniers — dont ils recrachent les pépins et noyaux, après consommation de la pulpe, en secouant violemment la tête comme tous les pics —, les pics n'ayant été que très rarement observés en train de boire.

### Reproduction

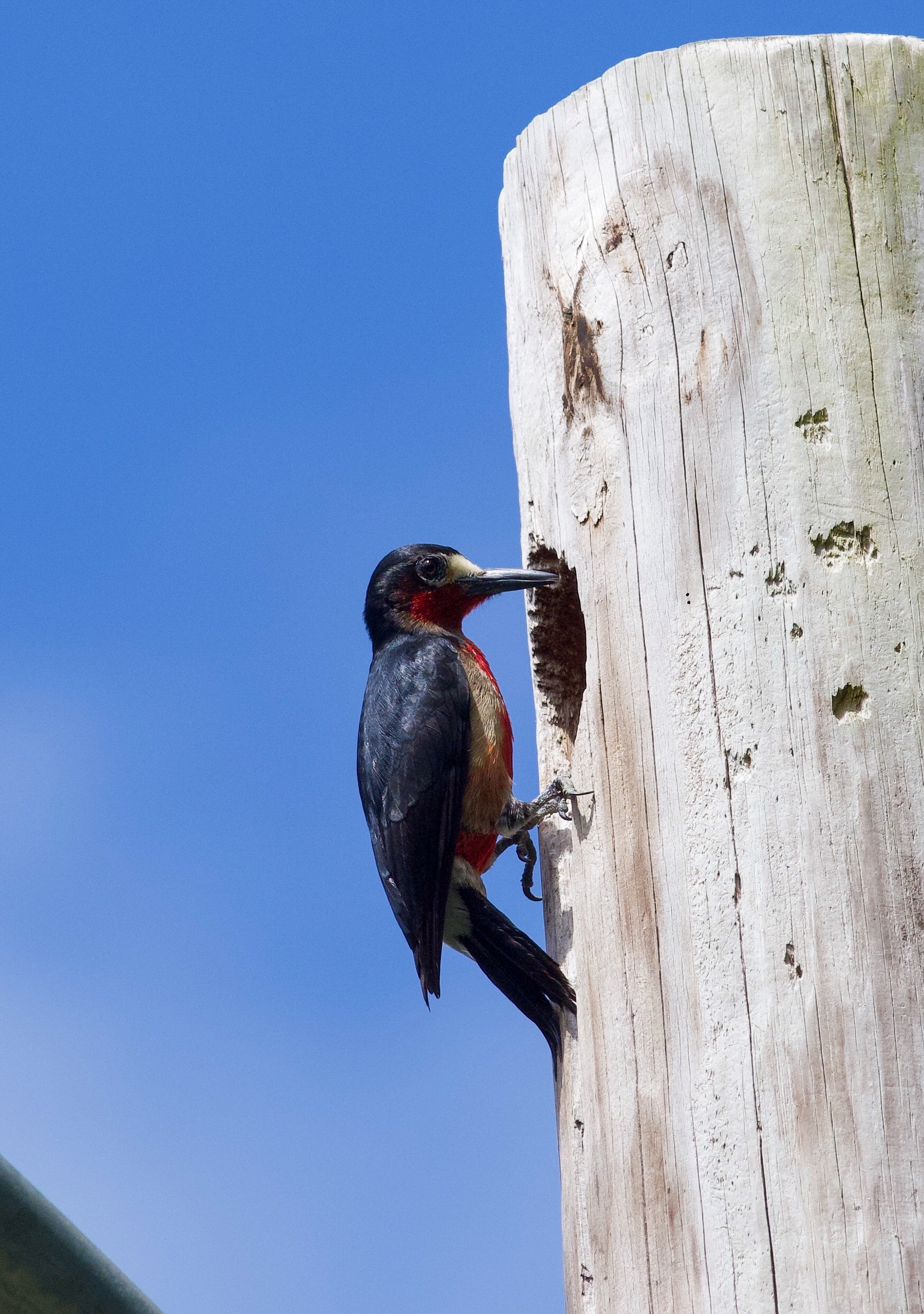
Pic à l'entrée de son nid creusé dans un poteau urbain.

C'est une espèce de pic faiblement territoriale hors période d'accouplement, qui nidifie en colonie, dont la période de reproduction s'étend de janvier à août. Les nids sont des excavations principalement creusées en hauteur – en général entre 3,5 et 6 m du sol, mais parfois plus haut ou à seulement un mètre – par les mâles dans les troncs morts. Cependant, la diminution des bois morts qui est essentiel à la survie de l'espèce poussent les pics à nicher dans les poteaux en bois de lignes téléphoniques et électriques ou dans des cocotiers vivants, tous deux difficilement excavables. Ces nids peuvent par ailleurs être utilisés par deux autres espèces d'oiseaux endémiques de Porto Rico : le Tyran de Porto Rico (Myiarchus antillarum) et le Carouge de Porto Rico (Agelaius xanthomus) présent dans le sud-ouest de l'île.
Les femelles pondent, avec un pic en avril-mai, de un à cinq œufs (en général quatre à cinq) de couleur blanc-pur (il n'y a pas besoin de coloration et de camouflage pour des œufs couvés dans l'obscurité du nid), d'environ 4,4 g en moyenne, de forme elliptique (20,9-24,6 × 16,2-19,1 mm pour les tailles moyennes des deux axes). Le couple couve tour à tour les œufs durant les quinze jours d'incubation – qui démarre à la ponte du premier œuf et conduit donc à des éclosions asynchrones – avec un taux de succès de juvéniles produit par nid excessivement variable d'une année à l'autre et en fonction du lieu de nidification.
Les deux parents participent au nourrissage des oisillons et le poursuivent pendant deux semaines après le départ du nid des juvéniles. Ces derniers vivent ensuite durant plusieurs mois auprès de leurs parents, formant des familles de pics, et restent plus longtemps auprès de leurs parents que les juvéniles des pics des zones tempérées en raison de l'absence de saison hivernale qui oblige à un apprentissage accéléré,.

### Vol et locomotion
Son vol présente la particularité unique au sein du genre des Melanerpes d'être ondulé, c'est-à-dire d'alterner des séries de battements d'ailes à des phases de chute libre. Par ailleurs, contrairement à d'autres espèces de pics des Caraïbes – le Pic de Jamaïque et le Pic d'Hispaniola –, le Pic de Porto Rico ne pratique pas la chasse au vol, tout comme son plus proche cousin, le Pic de Guadeloupe.
Une autre caractéristique des pics insulaires des Caraïbes est leur absence totale de localisation au sol ou près du sol. Le plus souvent présent dans la canopée, ils ne se déplacent que d'arbre en arbre, grâce à leurs doigts zygodactyles adaptés pour grimper, dont le deuxième vers l'arrière est capable de se mettre en position latérale pour stabiliser la prise au tronc lors de l'escalade. Comme tous les pics, le Pic de Porto Rico s'aide de sa queue courte et puissante comme point d'appui sur le tronc pour sa propulsion vers le haut. Il ne descend en revanche pas la tête vers le bas, mais se laisse glisser le long des troncs.

### Vocalisation et sons
Le Pic de Porto Rico est un faible « tambourineur », contrairement à d'autres Picidae, avec des roulements comparativement moins fréquents, plus rapides et surtout de plus faible intensité étant le plus souvent peu perceptibles dans l'environnement. Il est en revanche très bruyant, avec un large répertoire de cris, et émet au moins quatre sons vocalisés,, :
- « kuk », le principal son de reconnaissance entre individus afin de garder le contact et de reconnaître le sexe.
- des « gurrr-gurrr » roulants de vingt notes par seconde.
- des séries de « wek, wek, wek-wek-wek-wek », s'accélérant en rythme et augmentant en intensité, émises lors de conflits territoriaux entre adultes ou comme cri d'alerte.
- « miou », un son miaulé.

## Écologie et préservation

### Statut et menaces
Les populations de Melanerpes portoricensis ne sont pas précisément connues, mais elles semblent relativement abondantes et stables (voire en légère augmentation) sur les 10 800 km2 totaux de l'archipel de Porto Rico selon l'UICN qui ne considère donc pas l'espèce comme menacée. Cependant, la perte de leur habitat, sous la pression de l'urbanisation et de l'agriculture – entre 1770 et 1903, la couverture forestière tropicale est ainsi passée de 94 % de la superficie de l'île à seulement 0,4 %, avant que les plantations ombragées de caféiers ne remplacent une partie des champs de cannes à sucre permettant un retour à désormais environ 9 % de couverture forestière pour Porto Rico –, diminue leur répartition globale dans l'île sans toutefois provoquer des phénomènes de fragmentation sévère en sous-groupes d'oiseaux,.
En revanche, les activités agricoles et surtout militaires présentent sur l'île de Vieques depuis le début du XXe siècle – ayant provoqué une intense déforestation et des nuissances pour les conditions de vie et de reproduction des oiseaux – ont entrainé un très fort déclin des populations locales de Pic de Porto Rico, où il est désormais rare, posant un réel risque de disparition de l'espèce sur cette île. En effet, la réduction poussée des populations d'oiseaux endémiques insulaires peut, à terme, conduire à un goulot d'étranglement pour leur diversité génétique et à un déclin de l'espèce par excès de consanguinité comme cela est le cas par exemple pour le Pic d'Okinawa ou le Pic de Fernandina, voire à sa disparition d'un territoire comme pour le Pic flamboyant (Colaptes auratus rufipileus) sur l'île Guadalupe en Basse-Californie,,.

### Protection
Le Pic de Porto Rico ne bénéficie pas de statut de protection spécifique ni de programme de conservation dédié. Seule sa présence dans les zones protégées de la forêt nationale d'El Yunque (à l'est de l'île) et de la forêt d'État de Guánica (au sud-ouest de l'île) lui assure une zone de conservation de son habitat et de son espèce.